# ایلابو
ایلابو (به انگلیسی: Illabo) یک شهرک در استرالیا است که در نیو ساوت ولز واقع شده‌است.